# Ареј I
Ареј I (грч. Ἀρεύς Α΄) био је агијадски краљ Спарте од 309. п. н. е. до своје смрти 265. п. н. е. Успешно се борио против Пира Епирског из Лакедемоније и отерао га из своје земље. Погинуо је у бици код Коринта у Хремонидином рату против Македонаца. У Старом завету се спомиње као пријатељ јеврејског народа.